# Sami Khedira
Sami Khedira (arabisk: سامي خضيرة; født 4. april 1987) er en tysk tidligere professionel fodboldspiller, som spillede som midtbanespiller i sin karriere. Han var del af Tysklands trup som vandt verdensmesterskabet i 2014.

## Klubkarriere

### VfB Stuttgart
Khedira begyndte sin karriere med sin lokalklub VfB Stuttgart, og han fik sin førsteholdsdebut den 1. oktober 2006 i en Bundesliga-kamp imod Hertha BSC. Han etablerede sig herfra som en fast mand på holdet, og var i sin debutsæson med til at vinde mesterskabet.

### Real Madrid
Khedira skiftede i juli 2010 til Real Madrid. Han spillede sine første tre sæsoner som fast mand på holdet, men begyndte herefter hovedsageligt at spille som rotationsspiller. Han var med til at vinde Champions League i 2014, da Real Madrid slog deres lokalrivaler Atlético Madrid i finalen.

### Juventus
Khedira skiftede i juli 2015 til Juventus på en fri transfer efter hans kontrakt hos Real Madrid var udløbet. Han etablerede sig med det samme som en fast mand på holdet.
Han scorede den 22. oktober 2017 det første hattrick i sin karriere, da han scorede tre mål i en 6-2 sejr over Udinese.

### Hertha BSC
Khedira vendte hjem til Tyskland i februar 2021, da han skiftede til Hertha BSC. I maj af samme år annoncerede han, at han ville stoppe spillerkarrieren ved 2020-21 sæsonens udgang.

## Landsholdskarriere

### Ungdomslandshold
Khedira har repræsenteret Tyskland på flere ungdomsniveauer. Han var del af Tysklands U/21-trup som vandt U/21-Europamesterskabet i 2009.

### Seniorlandshold
Khedira debuterede for Tysklands landshold den 5. september 2009. Han var del af Tysklands trupper til flere international turneringer, herunder VM i 2014, hvor at Tyskland vandt verdensmesterskabet.

## Privat
Khedira er født i Stuttgart til en tysk mor og en tunesisk far. Hans bror Rani Khedria er også fodboldspiller.

## Titler
VfB Stuttgart
- Bundesliga: 1 (2006-07)

Real Madrid
- La Liga: 1 (2011-12)
- Copa del Rey: 2 (2010-11, 2013-14)
- Supercopa de España: 1 (2012)
- UEFA Champions League: 1 (2013-14)
- UEFA Super Cup: 1 (2014)
- FIFA Club World Cup: 1 (2014)

Juventus
- Serie A: 5 (2015-16, 2016-17, 2017-18, 2018-19, 2019-20)
- Coppa Italia: 3 (2015-16, 2016-17, 2017-18)
- Supercoppa Italiana: 1 (2018(

Tyskland U/21
- U/21 Europamesterskabet: 1 (2009)

Tyskland
- Verdensmesterskabet: 1 (2014)

Individuelle
- Europamesterskabet Turneringens hold: 1 (2012)